# Rudolf Sommer (poslanec Říšské rady)
Rudolf Sommer (12. dubna 1872 Olomouc – 20. ledna 1919 Olomouc) byl rakouský a český pedagog a politik německé národnosti, na počátku 20. století poslanec Moravského zemského sněmu a Říšské rady.

## Biografie
Byl synem ševce. Vychodil gymnázium a absolvoval vojenskou službu v Olomouci. V letech 1892–1896 vystudoval dějiny a germanistiku na Vídeňské univerzitě, kde roku 1896 získal titul doktora filozofie. Roku 1897 nastoupil jako učitel na obchodní akademii v Olomouci. Už jako student byl aktivní v nacionalistických a antisemitských spolcích a v antikatolickém hnutí „Pryč od Říma“ (Los von Rom). Od roku 1906 byl členem předsednictva Spolku Němců severní Moravy. V Olomouci vedl německý spolek a řidil noviny Deutsches Nordmährerblatt. Byl aktivní v olomoucké evangelické komunitě a od roku 1903 zasedal v olomouckém obecním zastupitelstvu.
V letech 1906–1918 zasedal jako poslanec Moravského zemského sněmu. V roce 1914 patřil na sněmu do neformálního seskupení hlavních politických činitelů (takzvaná Devítka). Od roku 1910 předsedal jím spoluzaloženému Svazu německých svobodomyslných stran ve Slezsku. V té době již opustil své antisemitské názory a byl loajální vůči státu.
Na počátku 20. století se zapojil i do celostátní politiky. 24. ledna 1905 nastoupil místo Franze Hofmanna do Říšské rady (celostátní zákonodárný sbor) za kurii obchodních a živnostenských komor, obvod Opava. Mandát obhájil ve volbách do Říšské rady roku 1907, konaných poprvé podle všeobecného a rovného volebního práva, kdy získal mandát za obvod Slezsko 1. Uspěl i ve volbách do Říšské rady roku 1911 za týž obvod. Ve vídeňském parlamentu setrval do zániku monarchie.Profesně byl k roku 1907 uváděn jako profesor obchodní akademie.
V roce 1906 se uvádí jako jeden z osmi poslanců Říšské rady za skupinu Freier Verband alldeutscher Abgeordneter, která po rozkolu ve Všeněmeckém sjednocení sdružovala stoupence politiky Karla Hermanna Wolfa, tzv. Freialldeutsche Partei, později oficiálně Německá radikální strana (Deutschradikale Partei). Po volbách roku 1907 usedl do poslaneckého klubu Německý národní svaz, v jehož rámci reprezentoval Německou radikální stranu. i po volbách roku 1911 zasedal opět za německé radikály v Německém národním svazu.
Během světové války se od roku 1914 účastnil coby poručík v záloze bojů. Po válce zasedal v letech 1918–1919 jako poslanec Provizorního národního shromáždění Německého Rakouska (Provisorische Nationalversammlung).